# ТОЗ-55 «Зубр»
ТОЗ-55 «Зубр» — советское двуствольное ружьё (штуцер) с вертикальным расположением стволов, разработанное для промысловой и любительской охоты, а также использовавшееся в качестве спортивного оружия. Разработано на основе двуствольного охотничьего ружья ТОЗ-34, комплектовалось тремя блоками сменных стволов — два гладких ствола, два нарезных ствола и комбинированный вариант (по одному гладкому и нарезному стволам). Производилось исключительно штучно.

## Производство
Ружьё ТОЗ-55 «Зубр» было спроектировано конструктором-оружейником Тульского оружейного завода Н. И. Коровяковым, художник-конструктор — А. Ф. Лихов. Его разработали на основе конструкции ружья ТОЗ-34 в первой половине 1970-х годов.
ТОЗ-55 «Зубр» изготавливался только в штучном исполнении, несмотря на заявленные планы его массового производства. С учётом опыта, полученного при разработке штуцера ТОЗ-55, в дальнейшем Тульским оружейным заводом было создано спортивное ружьё ТОЗ-57.
В апреле 1987 года было принято решение о начале выпуска двуствольного охотничьего ружья ТОЗ-84, которое должно было стать новой базовой моделью Тульского оружейного завода и заменить в производстве охотничьи ружья ТОЗ-34, штуцер ТОЗ-55 «Зубр» и спортивные ружья ТОЗ-57 (в том числе модели ТОЗ-57Т-1С и ТОЗ-57К-1С). В дальнейшем производство штуцера было прекращено.

## Описание

### Общая характеристика
ТОЗ-55 «Зубр» представляет собой двуствольный бескурковый штуцер с вертикальным расположением стволов, предназначенный для промысловой и любительской охоты, а также для спорта. Характеризуется как «многоцелевое ружьё». Используется при охоте на крупного зверя (лося, кабана, медведя, оленя). Ружьё обладает отличным балансом и хорошей посадистостью. Масса без оптических прицелов составляет 3,8 кг. Ложа и цевьё сделаны из ореховой древесины с пистолетной формой шейки, с подщёчным выступом. Цевьё неотъёмное, крепится на стволах с помощью винтов. Оружие снабжено антабками для крепления ружейного ремня.

### Стволы для оружия
Каждый штуцер комплектуется тремя парами стволов с хромированными каналами, снабжёнными вентилируемыми прицельными планками. Длина патронника для любого типа стволов составляет 70 мм.
- Два гладких ствола 12-го калибра[18]. Длина стволов для охоты на пернатую дичь составляет 720 мм, для спортивной стрельбы на площадках траншейного типа — 750 мм, на полукруглой площадке — 675 мм. В последнем случае к ружьям прилагаются специальные дульные устройства, обеспечивающие широкую и равномерную дробовую осыпь на дистанциях до 25 м[2].
- Два нарезных ствола калибра 9 мм[18] длиной 600 мм каждый, оба под патрон 9 × 53 мм R[5][20]. С данным блоком стволов представляет собой двуствольный карабин[2]. Изначально ружья с нарезными стволами выпускались под мощный патрон 9,27 × 74 мм[10] с экспансивной полуоболочечной пулей[2]. Нарезные стволы снабжаются обычно откидными щитковыми целиками и съёмными оптическими прицелами переменной кратности от 1,5 до 4 или 6x[19].
- Комбинированная пара — верхний гладкий ствол 12-го калибра, нижний нарезной ствол[2][20] калибра 9 мм[18] под иностранный патрон 9 × 53 мм R (ранее под патрон 9,27 × 74 мм)[10]. Оба ствола длиной 675 мм, дульное сужение гладкого ствола 0,5 мм[5][20]. С данным блоком стволов представляет собой комбинированное ружьё[6].

Соединение стволов со ствольной коробкой и их запирание осуществляется с помощью кольцевого шарнира, выступов с боков у казённого среза ствольной муфты и поперечного паза в её нижней части, куда входит запирающий клин. При стрельбе из ружей моделей ТОЗ-55-2 и ТОЗ-55-3 на выпущенных патронах образуются те же следы, что и на патронах, используемых при стрельбе из ружья ТОЗ-34Е.

### Ударно-спусковой механизм
Ударно-спусковой механизм ружья — с двумя спусковыми крючками и внутренними курками, смонтирован на отдельном, отъёмном основании. Он оборудован перехватывателями курков (интерсепторами), которые предотвращают случайный выстрел при срыве боевого взвода курка с шептала без нажима на спусковой крючок. При включённом предохранительном механизме запираются шептала спускового механизма, что исключает самопроизвольный выстрел при любых условиях падения заряжённого ружья. Спуск курков плавный, их взведение происходит автоматически при открывании стволов.
По сравнению с ружьём ТОЗ-34 у штуцеров ТОЗ-55 «Зубр» усилена ствольная коробка (толщина стенок которой увеличена с 3 мм до 6,5 мм). В частности, у модели ТОЗ-55-3 была более толстостенная коробка по сравнению с моделью ТОЗ-34Е (ТОЗ-55-3 был изготовлен именно на её базе). На муфте ствола были дополнительные клыки, заходившие в соответствующие пазы, что обеспечивало более надёжное запирание стволов. В конструкции присутствовал механизм флажкового типа, располагавшийся с правой стороны коробки, который при перемещении освобождал рычаг взведения, что позволяло освободить стволы при разборке ружья.
Штуцеры ТОЗ-55 комплектуются эжектором, созданным на основе конструкции эжектора ТОЗ-34Е. С помощью этого эжектора при открывании стволов производятся извлечение и выброс отстрелянных гильз и патронов, давших осечки. Пружины эжектора нагнетаются и срабатывают в том случае, когда в закрытом ружье будут спущены курки или будут произведены выстрелы; в остальное время пружины имеют минимальное поджатие.
Нарезные стволы снабжаются откидными щитовыми целиками и съёмными прицелами с увеличением от 2 до 6 раз. Каждый штуцер комплектуется съёмным кронштейном для установки оптического прицела. Стандартными прицелами являются ПО4x34 и ТО-6ПМ (первый четырёхкратного увеличения, второй — шестикратного). Из данного ружья возможно свободное поражение цели на расстоянии до 300 м.

## Варианты и модификации
- ТОЗ-55-2 «Зубр»[5] — охотничье двуствольное комбинированное ружьё[англ.], выпускалось с 1975 года[4]. Верхний ствол — гладкий 12-го калибра[23], нижний — нарезной под патрон 9 × 53 мм R. В нарезном стволе было шесть правосторонних нарезов с шагом 250 мм (+5), шириной 3 мм (+0,2) и шириной полей нарезов 1,6—1,7 мм. Оснащалось открытым и съёмным оптическими прицелами[7]. При стрельбе из нарезного ствола на пулях образовывались шесть следов полей нарезов шириной 1,6—1,7 мм с углом наклона около 6°[24].
- ТОЗ-55-3 «Зубр» — охотничье двуствольное ружьё с гладкими стволами 12-го калибра. Выпускалось с 1970 года на базе модели ТОЗ-34Е[4]. Конструкция ружья аналогична модели ТОЗ-55-2[7].
- ТОЗ-56 — экспериментальное комбинированное охотничье ружьё, комплектовавшееся одним блоком стволов — 9-мм нарезным пулевым стволом и гладким стволом для дроби. Один экземпляр подобного ружья был изготовлен в 1974 году и передан на испытания[3].

## Юридический статус
Комбинированное ружьё ТОЗ-55-2 с нарезным стволом под патрон 9 × 53 мм R и гладким стволом 12-го калибра с 1996 года включено в российский Перечень служебного и гражданского оружия и боеприпасов как охотничье оружие. Оружие используется не только охотниками из России, но и из стран ближнего зарубежья (в том числе Латвии).
3 апреля 1996 года между Россией и США было заключено соглашение об экспорте российского оружия и боеприпасов в США, в приложении к которому перечислялись разрешённые к экспорту в Штаты образцы оружия и боеприпасов. Изначально в этом приложении присутствовало ружьё типа ТОЗ-55. 29 мая 2003 года после переговоров между американской и российской делегациями в приложение были дополнительно включены 6 типов пистолетов и 68 типов винтовок и ружей, среди которых были упомянуты нарезные ружья ТОЗ-55-01 «Зубр» и ТОЗ-55-2 «Зубр» калибром 9,53 мм.